# Tegmentum

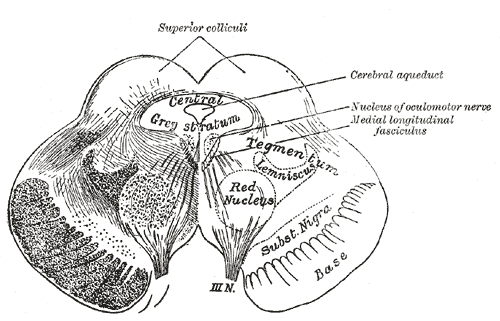
Příčný řez středním mozkem, v horní části obrázku je čtverohrbolí (tectum), pod centrálním kanálkem je tegmentum s různými jádry šedé hmoty

Tegmentum je velká oblast na ventrální (přední) straně mozkového kmene. K tegmentu patří v nejobecnějším slova smyslu část středního mozku, část Varolova mostu a prodloužené míchy. Nejznámější je však tegmentum, které leží na dně středního mozku (na rozdíl od tecta) a obsahuje některá významná jádra šedé hmoty. V tomto tegmentu se nachází jádro trojklaného a okohybného nervu, červené jádro (nucleus ruber), substantia nigra a různé nervové dráhy spojující různé části mozku.